# Holzminden (stad)
Holzminden is een plaats in de Duitse deelstaat Nedersaksen. Het is de Kreisstadt van het Landkreis Holzminden. De stad telt 19.790 inwoners en heeft de status van selbständige Gemeinde. Een naburige stad is Delligsen.

## Stadsdelen
- Holzminden Kernstadt incl.:
  - Allersheim, een nederzetting rondom een oud landgoed, iets ten NO van de stad, dicht bij Bevern
- Neuhaus im Solling (ca. 1.350 inwoners medio 2018), incl. het er aan de noordkant aan vastgebouwde:
  - Fohlenplacken, fraai in de beboste bergen gelegen, 11–13 km ten zuidoosten van Holzminden
- Silberborn (ca. 700 inwoners in 2018, hoog in de Solling,) incl.:
  - Torfhaus (niet te verwarren met Torfhaus in het Harzgebergte)
- Mühlenberg: (ca. 100 inwoners in 2018).

## Ligging, infrastructuur
Ten zuiden en zuidoosten van de industriestad Holzminden ligt het beboste berggebied Solling, dat tot het Weserbergland wordt gerekend. Ten zuidoosten van de stad ontspringt een circa 20 km lang beekje, de Holzminde, in dit gebied. Waarschijnlijk is de stad Holzminden hiernaar genoemd.
De stad, die zelf aan de oost- of rechteroever van de Wezer ligt, bevindt zich, afhankelijk van de gekozen route, slechts 8 à 10 kilometer ten noordoosten van  het in de deelstaat Noordrijn-Westfalen gelegen Höxter, dat aan de westoever van deze rivier ligt. De Wezer is hier alleen bevaarbaar voor de pleziervaart en voor toeristische rondvaartboten.
Beverungen ligt nog 14 km ten zuiden van Höxter.  Verder liggen in het heuvelland, zowel ten noorden als ten zuiden van Holzminden, diverse, onbewoonde, gemeentevrije zones. Op de kaart boven in dit artikel zijn deze iets donkerder grijs gekleurd.
Stadtoldendorf ligt 15 km ten noordoosten van Holzminden. Aan de weg van Holzminden naar Stadtoldendorf ligt, op slechts 4 km van Holzminden, de plaats Bevern.

### Wegverkeer
In en rondom Höxter en Holzminden komen verscheidene Bundesstraßen bijeen. De volgende hoofdwegen zijn vermeldenswaardig:
- De B239 van Höxter in noordwestelijke richting ( o.a. naar Horn-Bad Meinberg en Detmold)
- De B83 vanuit Hamelen (ca. 50 km tot Holzminden) in het noorden, langs de westoever van de Wezer, direct voorbij de Wezerbrug bij Holzminden, door Höxter, zuidwaarts naar Beverungen en Hofgeismar
- De B64 vanuit Eschershausen in het noordoosten, door Holzminden heen, gecombineerd met de B83 naar Höxter, en langs Godelheim, gemeente Höxter, westwaarts naar Bad Driburg en Paderborn
- De B497 vanuit Holzminden zuidoostwaarts als  B241 naar Uslar

### Openbaar vervoer

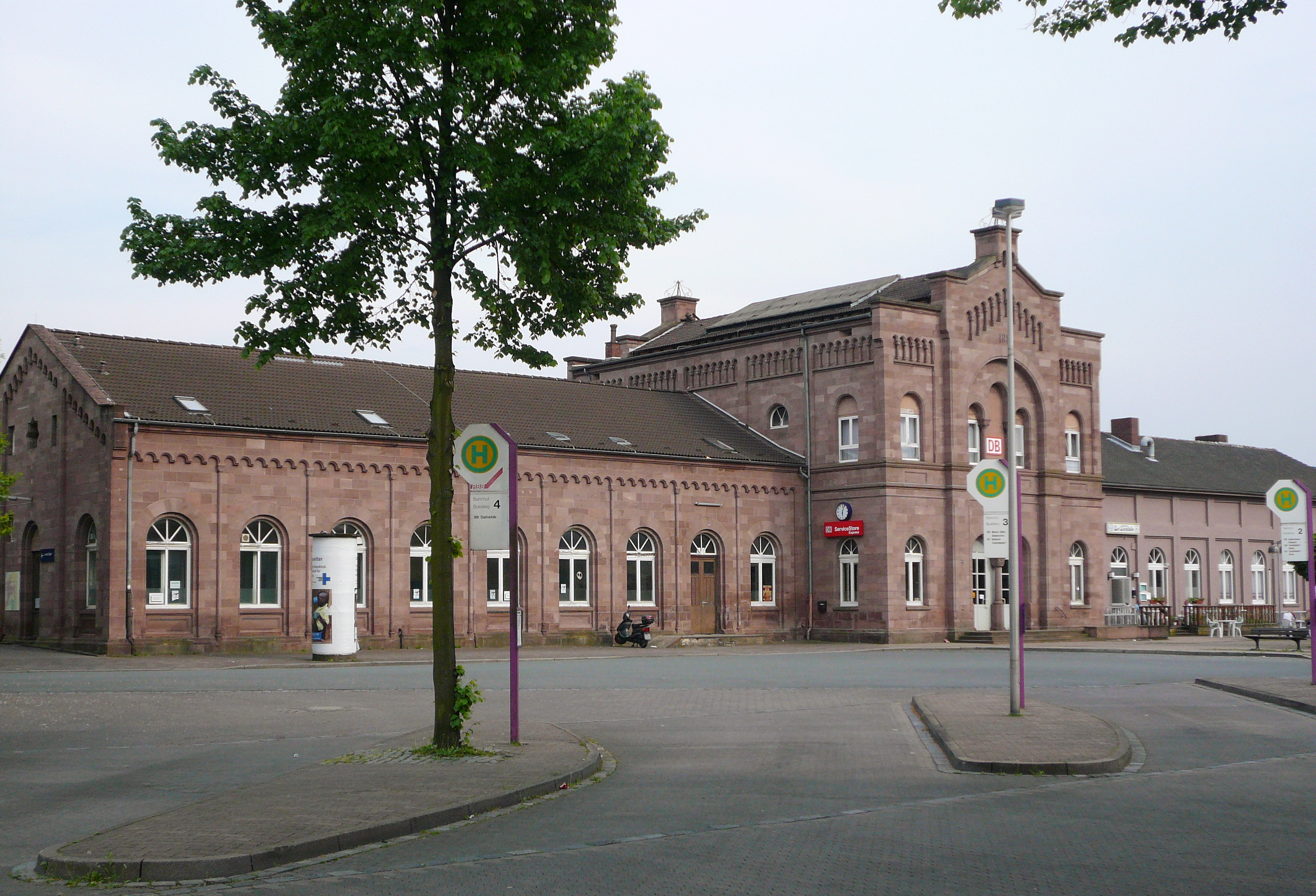
Het Pruisische[2] station Holzminden

In de regio Holzminden - Höxter, aan beide zijden van de Wezer gelegen, zijn in de late 19e en vroege 20e eeuw enkele spoorlijnen aangelegd.
Belangrijke spoorwegstations zijn:
- Station Höxter-Ottbergen,  ten zuiden van Höxter, aan de Spoorlijn Langeland - Holzminden en de Spoorlijn Ottbergen - Northeim.
- Station Holzminden, aan de Spoorlijn Helmstedt - Holzminden, de Spoorlijn Langeland - Holzminden

Aan de Spoorlijn Langeland - Holzminden liggen nog stations en treinhaltes in Godelheim, Höxter-Rathaus,  Lüchtringen, alle drie gemeente Höxter,  en Holzminden.
De Spoorlijn Scherfede - Holzminden (1876-1984), die Holzminden met Boffzen en Beverungen verbond,  is in 2003 ook voor goederenvervoer gesloten, en heeft plaats gemaakt voor een fietspad.
Bij de stations van Höxter-Ottbergen en Holzminden bevinden zich streekbushaltes voor bussen in vele richtingen. Holzminden heeft twee stadsbuslijnen.
Van 1843 tot aan het faillissement van de hier varende scheepvaartmaatschappij in 2002 was het reizen per passagiersschip over de Wezer een (vooral tot plm. 1940) veel gebruikte vorm van openbaar vervoer.
Tussen Holzminden en Höxter ligt een klein vliegveld, zie onder Höxter.

## Economie

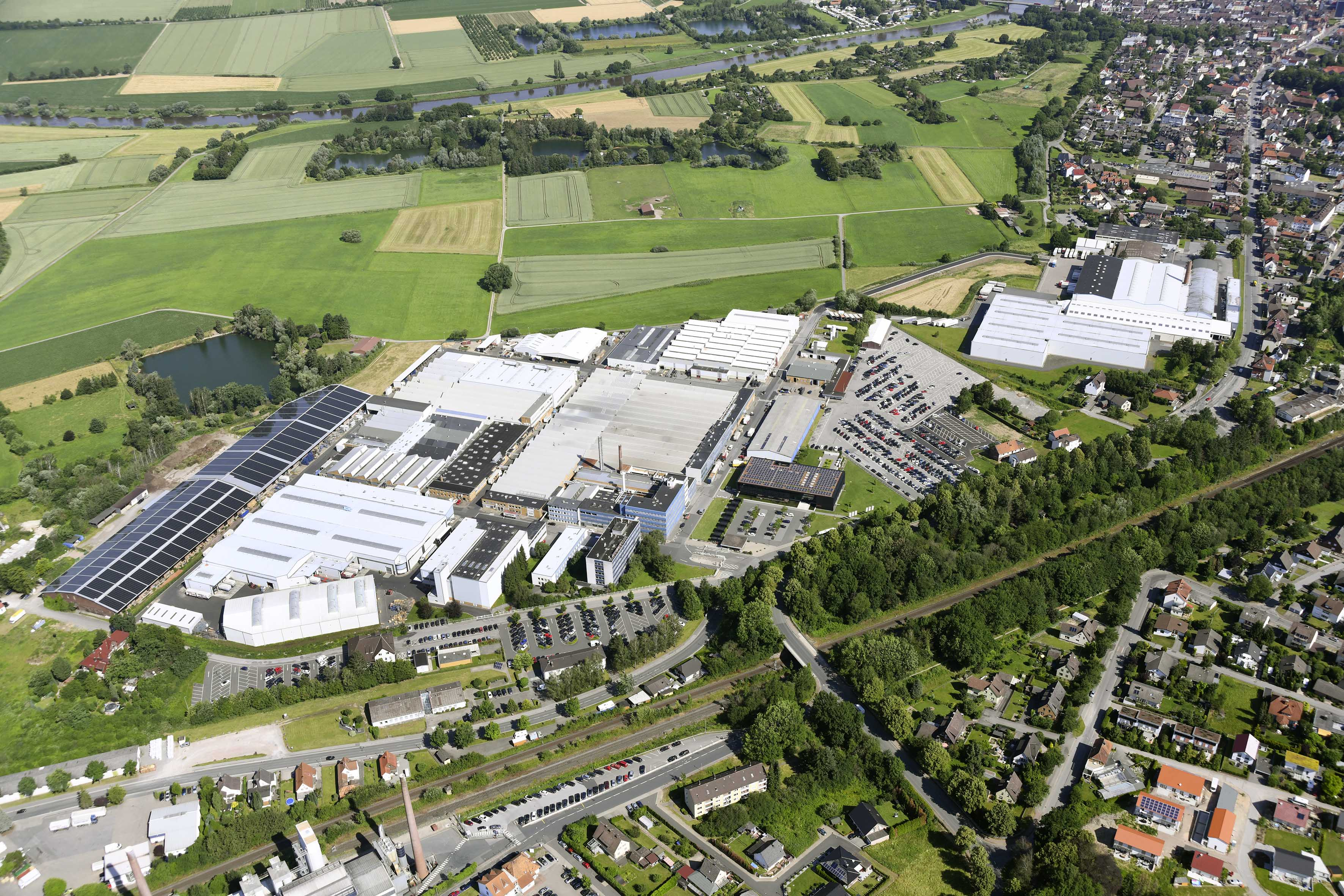
De hoofdvestiging (hoofdkantoor en een van de fabrieken) van Stiebel Eltron te Holzminden
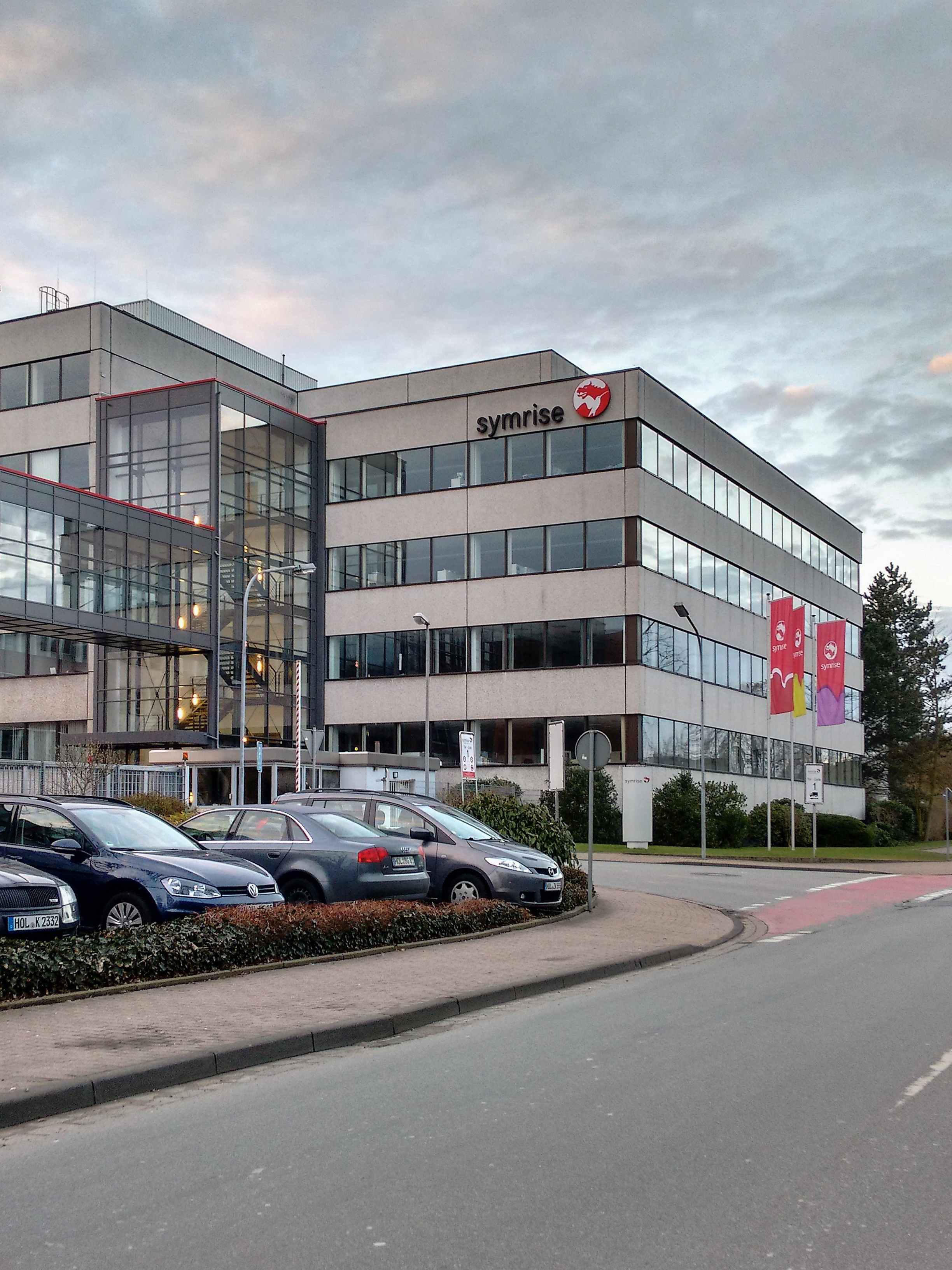
Hoofdkantoor Symrise
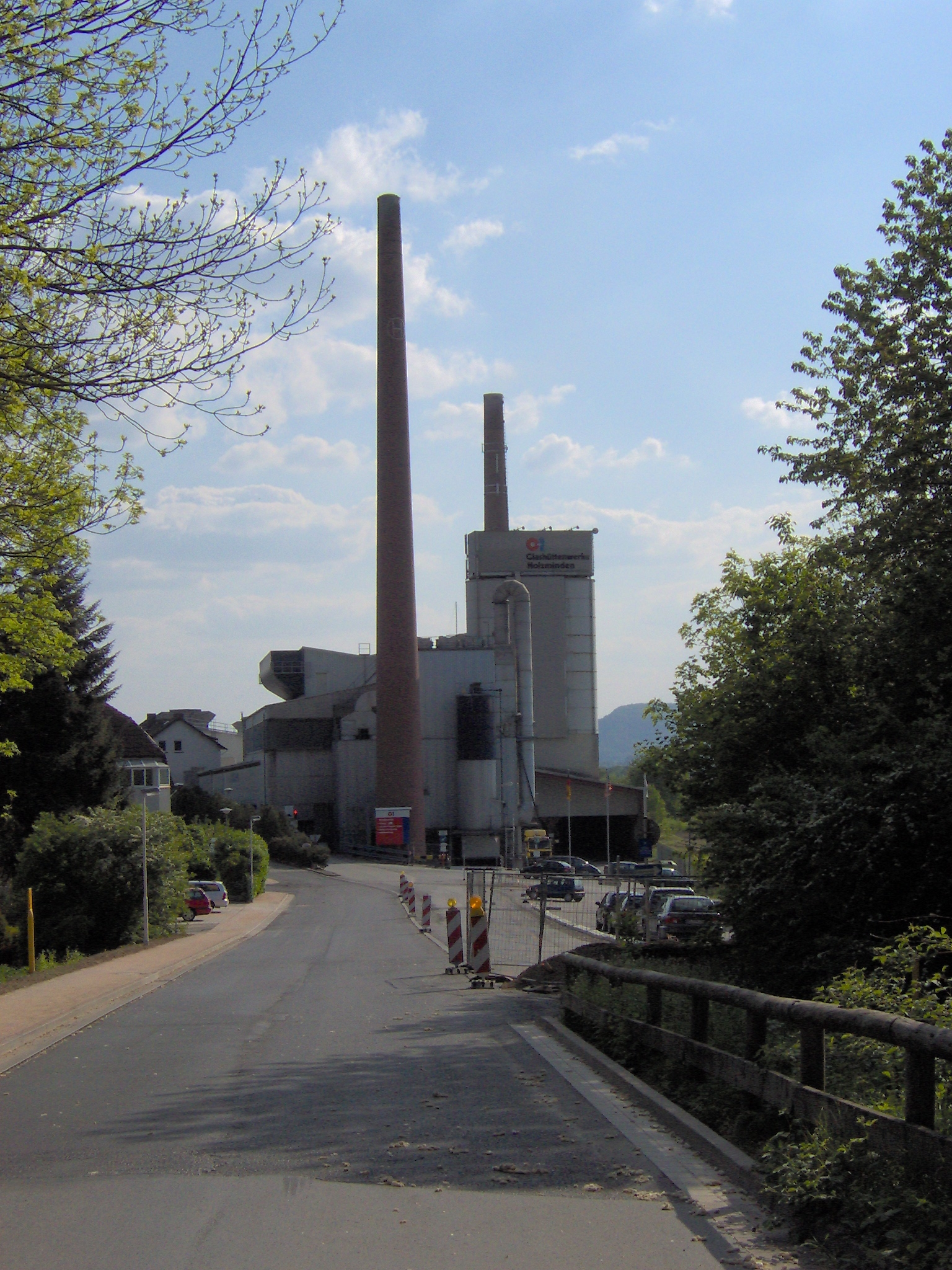
Glasfabriek O-I Glasspack, foto uit 2007

In de stad staan drie grote fabrieken:
- Symrise (geur- en smaakstoffen, aroma's, parfums), 2.000 werknemers ( hoofdkantoor, diverse stafafdelingen w.o. research) te Holzminden
- Stiebel Eltron (boilers, cv-ketels , warmtepompen e.d.),  1.200 werknemers te Holzminden; dit belangrijke bedrijf, dat ook in Nederland (Den Bosch) en België (Brussel) filialen heeft, verhuisde in 1943 vanuit het door geallieerde bombardementen zwaar beschadigde Berlijn naar Holzminden.
- De stad heeft een glasfabriek, voor allerlei soorten glazen flessen en potten; de fabriek, die al sedert de 18e eeuw bestaat, is anno 2020 een onderdeel van het Amerikaanse concern Owens-Illinois, dat ook de Glasfabriek Leerdam bezit. Te Holzminden worden vooral wijn-, sterkedrank-, en mineraalwaterflessen gemaakt.

De stad telt nog verscheidene middelgrote (50-100 werknemers) en kleinere industriële en ambachtelijke bedrijven, o.a. in de metaalsector, glasproductie, enz. Daarnaast bezit Holzminden de voor een plaats van deze omvang gebruikelijke ondernemingen in het Midden- en kleinbedrijf.
Sedert 1854 bestaat de Allersheimer Brauerei, een kleine brouwerij, waar talrijke speciaalbieren gebrouwen worden. De brouwerij speelt in het culturele en verenigingsleven van Holzminden een belangrijke rol.
Vanwege het vele natuurschoon in de omgeving is het toerisme in Holzminden een belangrijk middel van bestaan.
In de dienstensector is vermeldenswaardig, dat de stad een ziekenhuis met 183 bedden en een kleine psychiatrische instelling voor de behandeling van kinderen en jongeren heeft. Verscheidene spaar- en handelsbanken hebben er relatief grote kantoren. Ook is er een kazerne van de Bundeswehr (genietroepen).
In Holzminden staat een technische hogeschool met de naam HAWK (Hochschule für angewandte Wissenschaft und Kunst).
De Stadthalle Holzminden is een multifunctioneel gebouw, waar congressen en lezingen, maar ook concerten, toneeluitvoeringen e.d. mogelijk zijn; de hal kan maximaal 1.100 toeschouwers een plaats bieden.

## Geschiedenis

### Holzminden
Holzminden bestond oorspronkelijk uit twee dorpen, waarvan er één, de oudste, die reeds vermeld wordt in schenkingsregisters van de Abdij van Corvey uit de late 9e eeuw,  later de naam Altendorf kreeg. De huidige nederzetting ontstond rond 1200 en verkreeg in 1245  van de graven van Everstein (zie: Negenborn)  stadsrechten. De grensplaats aan de Wezer was vaak toneel van oorlogsgeweld. Na de Eversteinse Erfopvolgingsoorlog (Duits: Eversteiner Fehde), 1405-1409) kwam Holzminden in het machtsgebied van het  Vorstendom Brunswijk-Wolfenbüttel te liggen.
Sedert de Reformatie in de 16e eeuw is de overgrote meerderheid van de christenen in Holzminden en Neuhaus evangelisch-luthers.
In 1565 werd de stad voorzien van een fraai raadhuis, dat helaas in 1821 wegens bouwvalligheid moest worden gesloopt. Holzminden had geen zware, stenen stadsmuur, maar wel een stadskasteel (Burg Holzminden), dat rond 1600 werd afgebroken. Holzminden had van de 15e-19e eeuw economisch te kampen met de concurrentie van de zuidelijke buurstad Höxter. 
In 1640 werd Holzminden bij een, waarschijnlijk met het oorlogsgeweld van de Dertigjarige Oorlog (1618-1648) in verband staande, stadsbrand grotendeels verwoest. De stad had daarna moeite, om zich economisch te herstellen. Opvallend is, dat volgens de Duitse Wikipedia daarbij bouwvakkers uit Kroatië als gastarbeiders meewerkten. In de 18e en 19e eeuw kwam de stad weer tot enige bloei. Ze werd een belangrijke halte van de postkoetsen, kreeg in 1760 een Latijnse school (die uit het Klooster Amelungsborn verhuisde), in 1765 een eigen bank en in 1831 een technische school (Baugewerkschule). De industrialisatie begon met de aansluiting op het spoorwegnet (1865) en de vestiging van parfumindustrie (1874). In 1874 slaagden chemici van de firma Haarmann & Reimer uit Holzminden er als eersten in, een bruikbaar procedé voor de synthetische productie van  de aroma-stof vanilline te ontwikkelen. Dit leidde tot grote bloei van deze onderneming, die in de 21e eeuw opging in Symrise.
Sedert 1770 is Holzminden een garnizoensstad. In de Eerste Wereldoorlog was hier een aantal krijgsgevangenenkampen, waaronder een kamp voor Britse en Australische officieren dat enige bekendheid verwierf door een grotendeels mislukte ontsnappingspoging via een tunnel in juli 1918. In een ander kamp werden in 1914 vierhonderd Belgen ondergebracht. Zij moesten als hulpbouwvakkers dwangarbeid verrichten. De kazernes huisvesten sedert 1919 voornamelijk troepen van de genie. Het aantal te Holzminden gelegerde soldaten is sedert 1990 fors teruggelopen; exacte cijfers zijn niet bekend.
In de nazi-tijd zijn in Holzminden enkele joden en Sinti door de nazi's opgepakt en in de vernietigingskampen omgebracht. Ook had Holzminden weer werkkampen voor krijgsgevangenen, van wie er meer dan 200 omkwamen en in en om Holzminden werden begraven. Op 3 april 1945, aan het eind van de Tweede Wereldoorlog, werd Holzminden door geallieerde luchtaanvallen gebombardeerd en zwaar beschadigd. Er vielen tussen 150 en 200 doden. Voordien waren in en nabij de stad enkele keren zowel Duitse als geallieerde gevechtsvliegtuigen neergestort, telkens met weinig andere gevolgen dan de dood van de piloten. Op 9 april werd Holzminden door de geallieerden bezet. Korte tijd later moest de stad duizenden (volgens één bron 10.000) Heimatvertriebene uit Silezië huisvesten. Een van hen, Paul Kretschmer, zou van 1973–1981 burgemeester van de stad worden en een boek over de stadshistorie schrijven.
Na de oorlog werd de stad geleidelijk gemoderniseerd en uitgebreid. In 1978 voer voor het laatst een vrachtschip langs Holzminden over de Wezer.

### Neuhaus im Solling
In 1599 liet hertog Hendrik Julius van Brunswijk-Wolfenbüttel bij het huidige Neuhaus im Sölling een jachtslot, het Neue Haus, bouwen, waar het dorp later naar genoemd is. Bij de bouw stond het jachtslot op de zuidoostgrens van zijn Vorstendom Brunswijk-Wolfenbüttel (waar Holzminden zelf toen ook in lag) met het Keurvorstendom Brunswijk-Lüneburg. Aan de andere kant van de grens bevond zich een stoeterij en een grote boerderij. Aan beide kanten van de grens ontstonden nu dorpjes met de naam Neuhaus, die, evenals het jachtslot, in de Dertigjarige Oorlog verloren gingen. De dorpen werden spoedig daarna herbouwd. In de 18e eeuw kwam de stoeterij tot grote bloei en fokte paarden voor de keurvorst van Hannover en voor belangrijke personages rondom het Engelse koningshuis. De stoeterij werd  uiteindelijk in 1791 op last van koning George III van Engeland uitgebouwd tot het nog bestaande (Jagd-)schloss Neuhaus, waarvan de kapel reeds in 1780 bestond.. De grens tussen twee koninkrijken hield de facto in 1866 pas op te bestaan, toen het Koninkrijk Hannover bij Pruisen kwam. In 1871 volgde de definitieve vereniging in het Duitse Keizerrijk. De dorpen Hannovers en  Brunswijks of Pruisisch Neuhaus lagen wel in verschillende gemeentes, en werden pas bij de gemeentelijke herindelingen van 1 januari 1962 en 1973 in twee stappen verenigd tot Neuhaus im Solling, gemeente Holzminden.
In de late 19e eeuw werd de bosbouw (productie van naaldhout voor timmerhout en stuthout in de kolenmijnen) van groot belang, om na ca. 1970 geleidelijk voor het toerisme plaats te maken. Ook om milieuredenen (meer biodiversiteit in gemengd bos, minder keverplagen) zijn de "naaldbosplantages" minder gewenst geworden en is het bosbeheer in het Wezerbergland aangepast. Na 2000 werd bij het toeristisch beleid meer aandacht besteed aan fiets- en mountainbiketoerisme.
Op 20 mei 1956 brandde in Neuhaus im Solling een vakwerkhuis, waarin een hotel was gevestigd, geheel af. Hierbij vielen 7 doden en 13 gewonden.

## Natuurschoon, bezienswaardigheden

### Natuurschoon
- Ten zuiden en zuidoosten van Holzminden ligt het beboste berggebied Solling, dat tot het Weserbergland wordt gerekend. Ten zuidoosten van de stad ontspringt een circa 20 km lang beekje, de Holzminde, in dit gebied. Het volgen van wandel- en fietsroutes in dit gebied, o.a. langs de Holzminde, en naar de toppen Vogelherd (ruim 500 m boven zeeniveau), Große Blöße (20 km ZO, 528 m) en Sonnenköpfe (415 m, 9 km), is voor velen een aantrekkelijke besteding van een weekend of korte vakantie. Nabij Silberborn, ongeveer 12 km ten zuidoosten van de stad, is het gebied drassig en hier en daar venig. Hier zijn ter bescherming van enige bijzonder kwetsbare en zeldzame planten- en diersoorten enige kleine, voor publiek niet toegankelijke, natuurreservaten ingericht. In het hier gelegen hoogveenreservaat Mecklenbruch, dat bij stadsdeel Neuhaus im Solling ligt, en aan een verkleinde versie van de Hoge Venen in de Belgische Ardennen doet denken, is naar Belgisch voorbeeld een educatief wandelpad over houten zgn. knuppelpaden ingericht, dat begint en eindigt bij een bezoekerscentrum. Bij Silberborn is voor jeugdige toeristen het TreeRock-Abenteuerpark Hochsolling, met een blotevoetenpad en een klauterbos ingericht. De vrij toegankelijke, maar niet van een lift voorziene uitzichttoren Hochsollingturm staat op een 475 m hoge top,  1 km west-zuidwestelijk van de ruim 510 m hoge Moosberg.
- Soortgelijke fraaie beboste heuvel- en berggebieden liggen ten noordoosten van de stad (Vogler, onderdeel van Naturpark Solling - Vogler), en in de delen van het Weserbergland aan de overkant van de Wezer, in westelijke richting.
- Op 3 november wordt de jaarlijkse Sint-Hubertusjacht gehouden, een traditionele  parforce- of drijfjacht  te paard met een meute jachthonden.
- Wildpark Neuhaus, met valkerijdemonstraties, zie website

### Bezienswaardige gebouwen
- Een belangrijk gebouwencomplex te Neuhaus im Solling draagt de naam Schloss Neuhaus. Hiertoe behoort het Jagdschloss uit 1791 (niet te bezichtigen) en daar dichtbij een Haus des Gastes (groot bezoekerscentrum, concertzaal voor klassieke-muziekuitvoeringen, restaurant) in een gebouw, waar tot 1920 een stoeterij van de beroemde Trakehner paarden was gevestigd.
- Het Tilly-Haus te Holzminden, waar in 1625, tijdens de Dertigjarige Oorlog, de katholieke veldheer Tilly gelogeerd zou hebben, is een van de weinige historische panden, die de stadsbrand van 1640 en de stadsvernieuwingen van de periode 1850-1970 hebben doorstaan.
- Het Poorthuis (Torhaus) is een vakwerkhuis dat zeer oud lijkt, maar eerst in 1922 werd gebouwd. Het huisvest het Holzmindener museum voor industriële geschiedenis.
- De evangelisch-lutherse Lutherkerk (voor de Reformatie Mariakerk) in Holzminden is het enige kerkgebouw in de gemeente van enig cultuurhistorisch belang. Het werd in de 13e eeuw gebouwd, in de 16e en 17e eeuw, en ook nog in 1945, meermalen door oorlogsgeweld zwaar beschadigd en daarna gerestaureerd. Fabrikanten in de stad hebben bij diverse gelegenheden liturgische voorwerpen en meubelstukken aan de kerk geschonken.

## Afbeeldingen

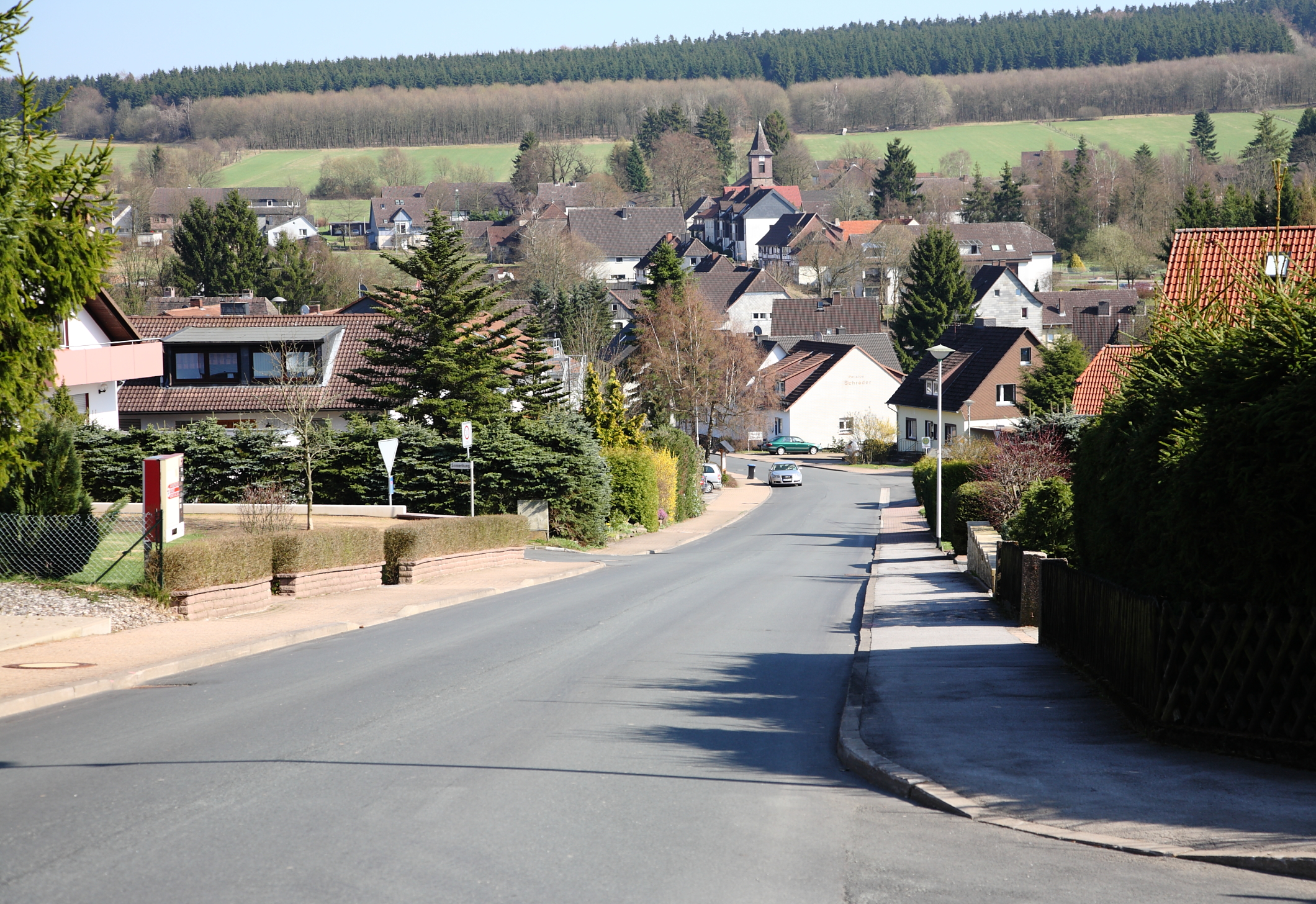
Gezicht op Silberborn
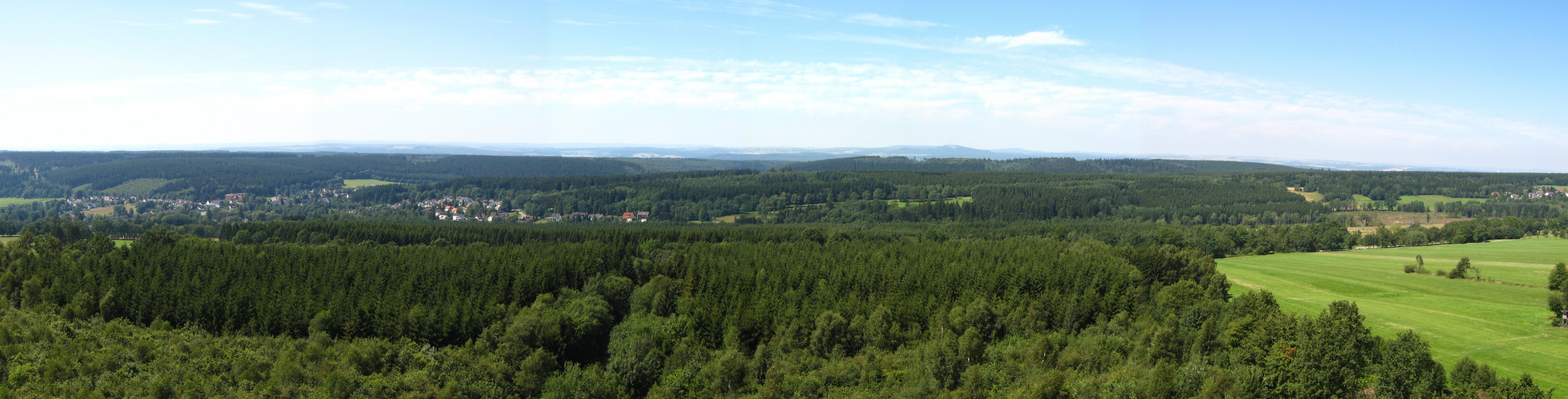
Gezicht op Neuhaus im Solling
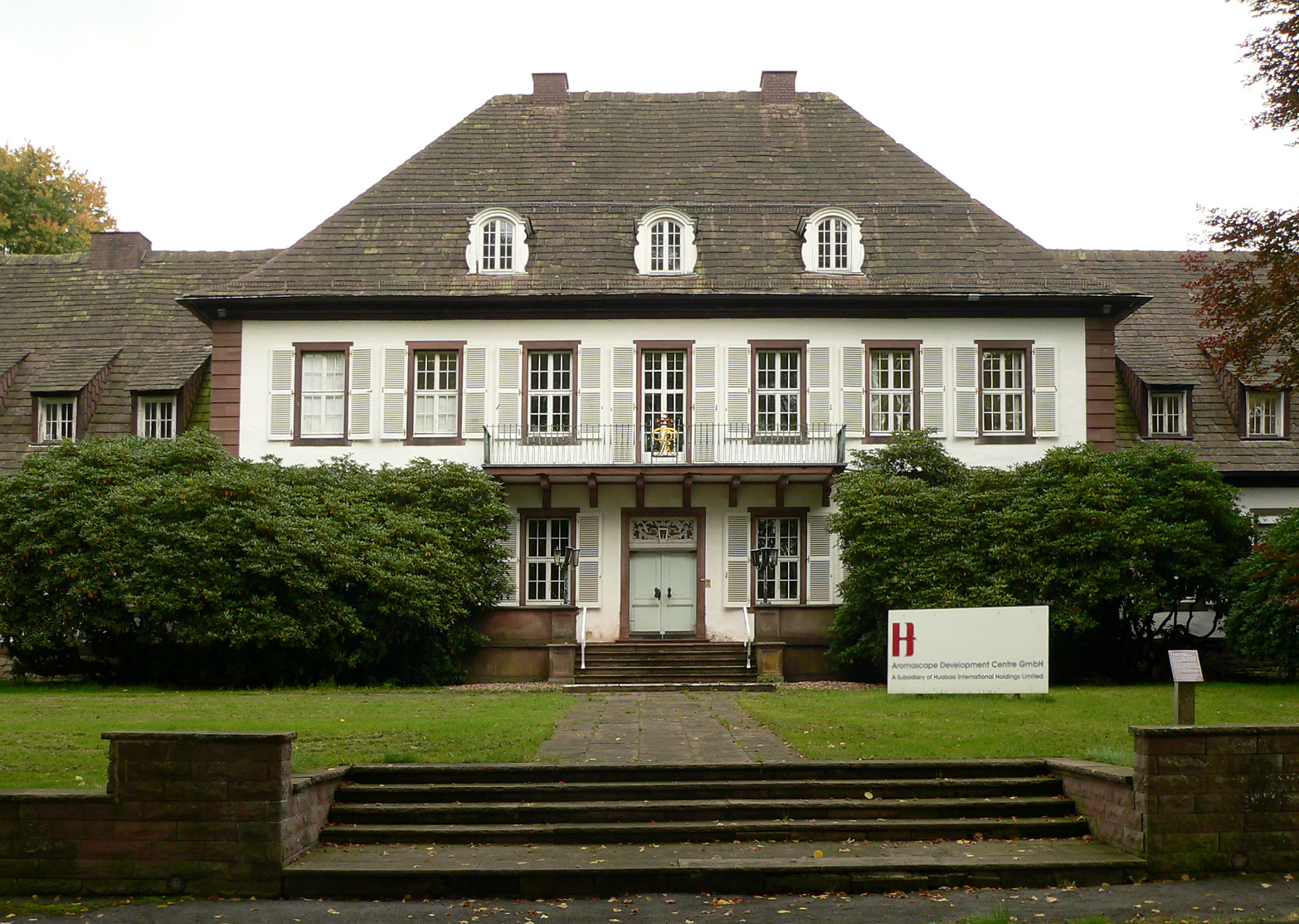
Jagdschloss Neuhaus
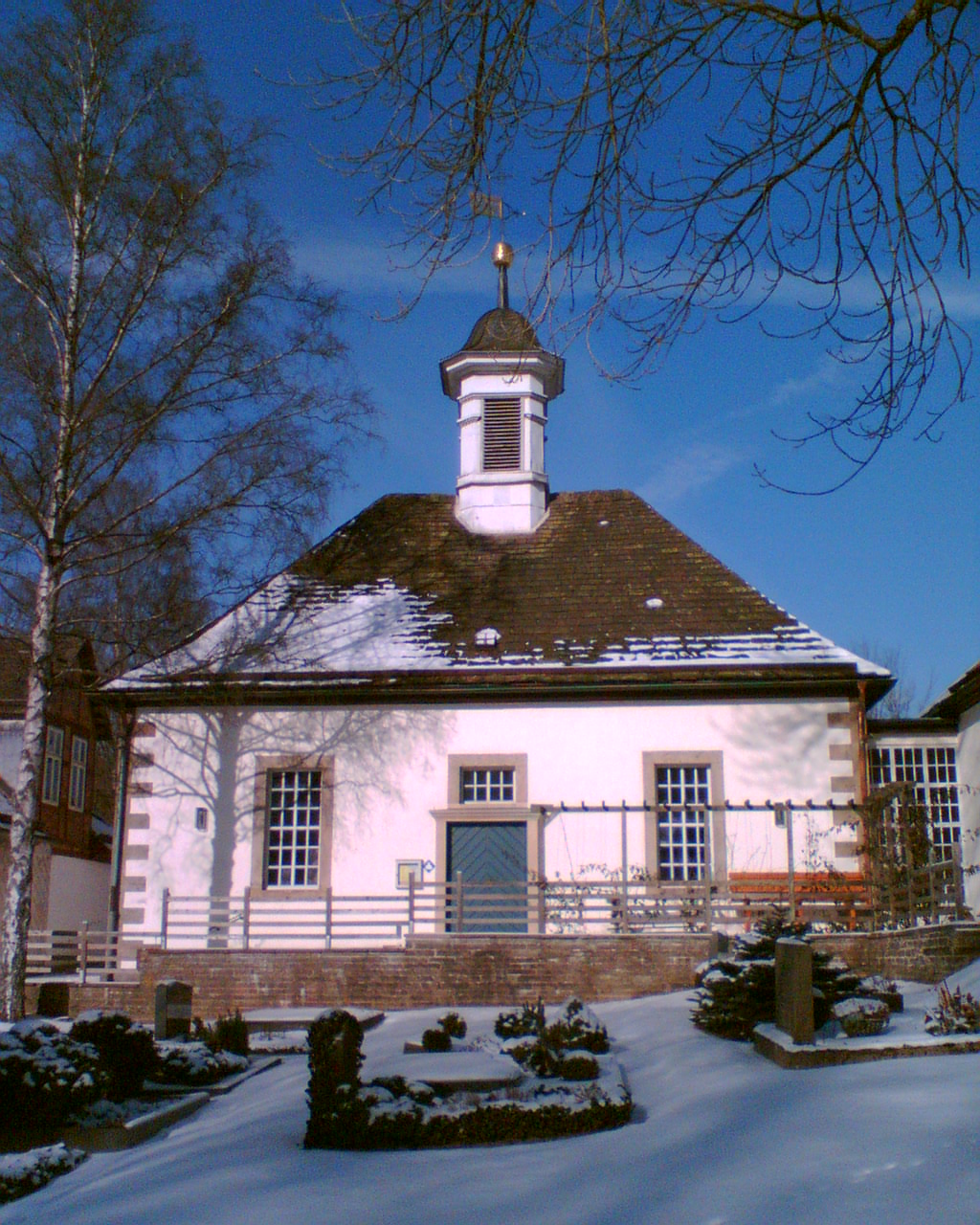
Christuskerk, Neuhaus im Solling, voormalige slotkapel (1780)
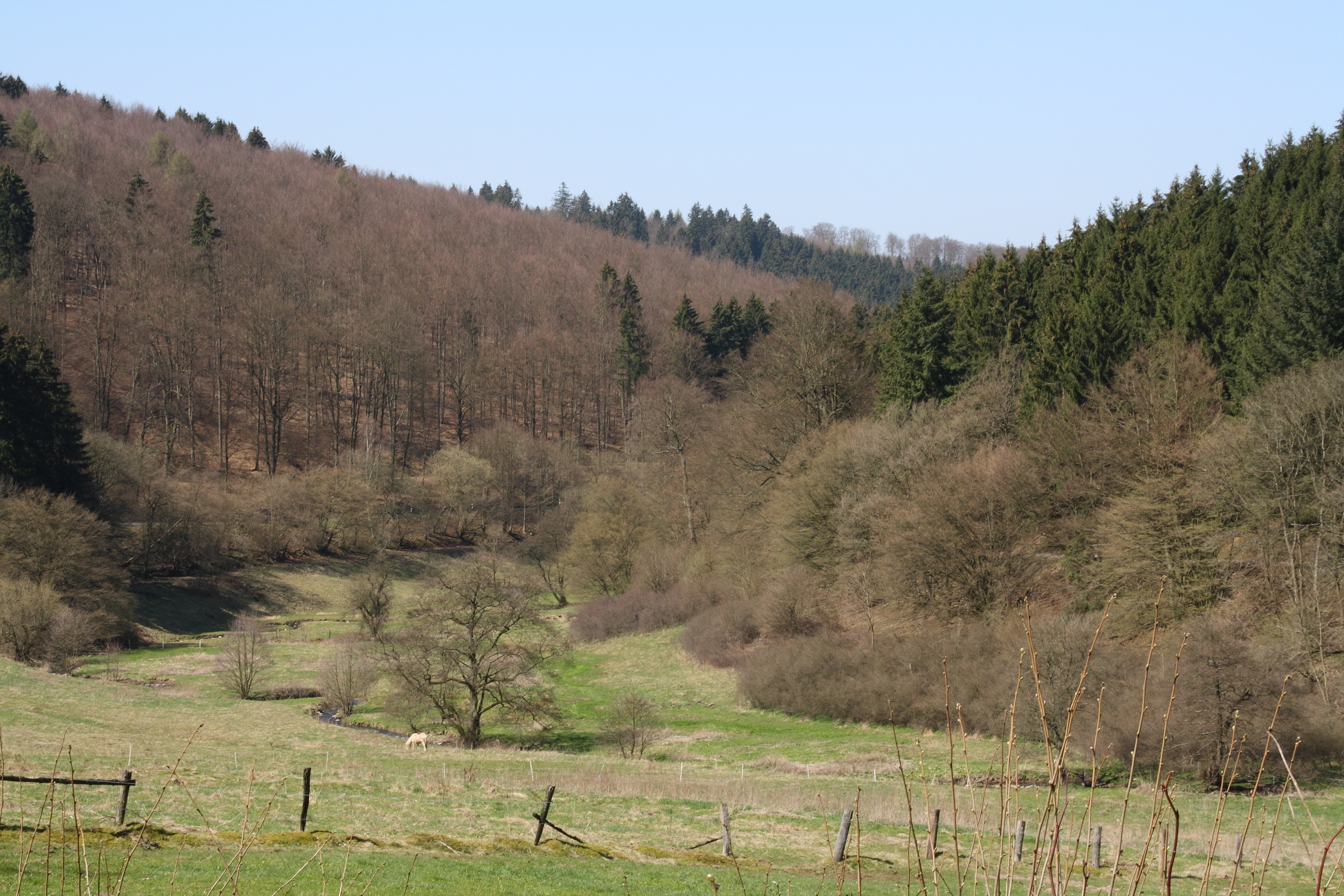
Dal van het beekje Holzminde in het Solling-gebergte
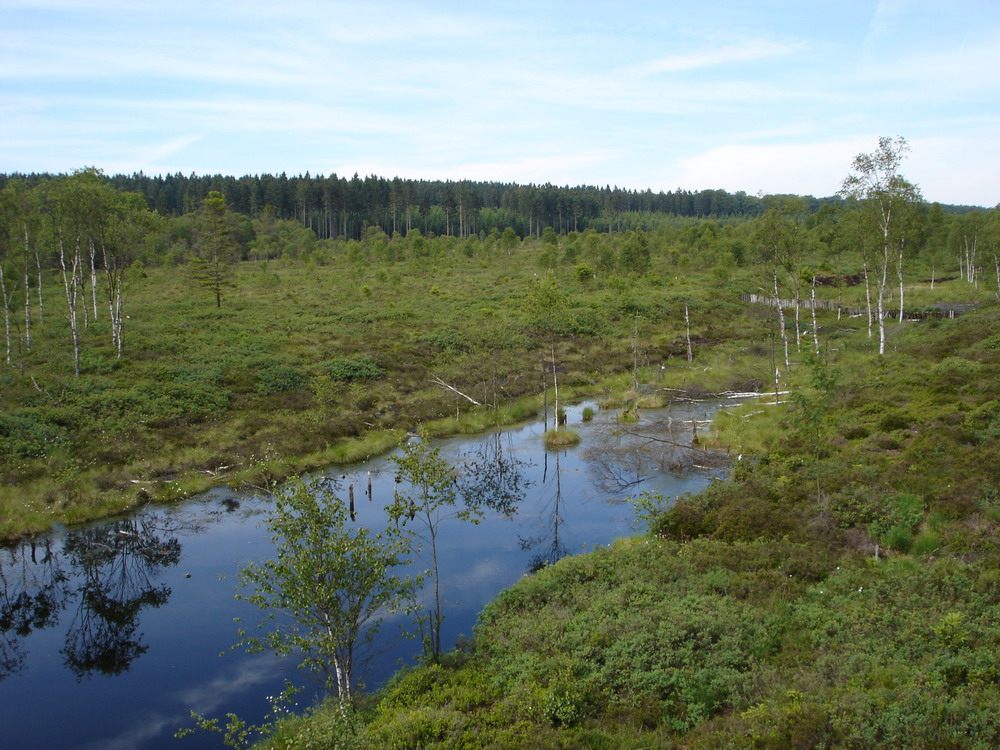
Hoogveen Mecklenbruch in de Solling
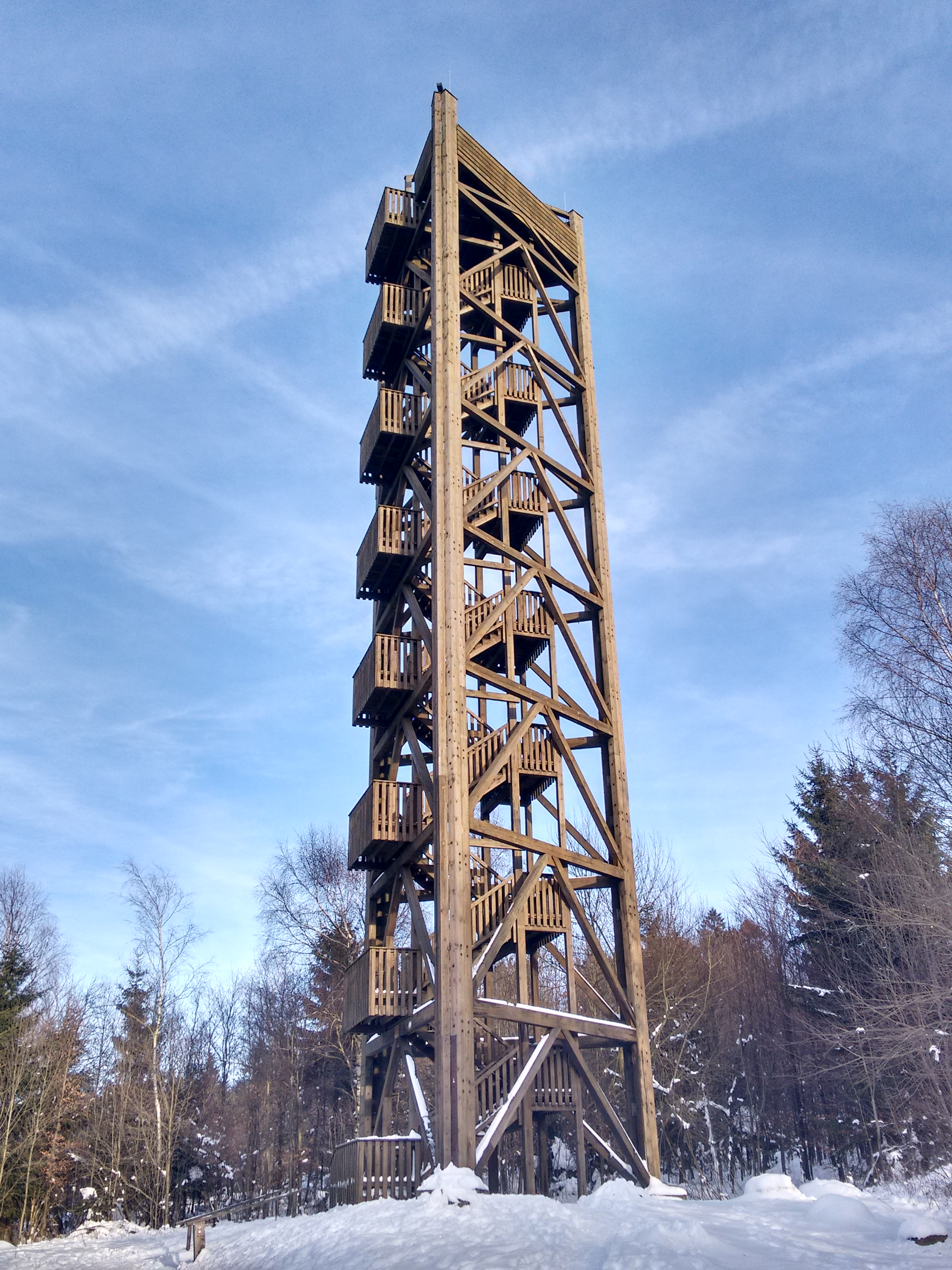
De 33 m hoge uitzichttoren Hochsollingturm bij Silberborn
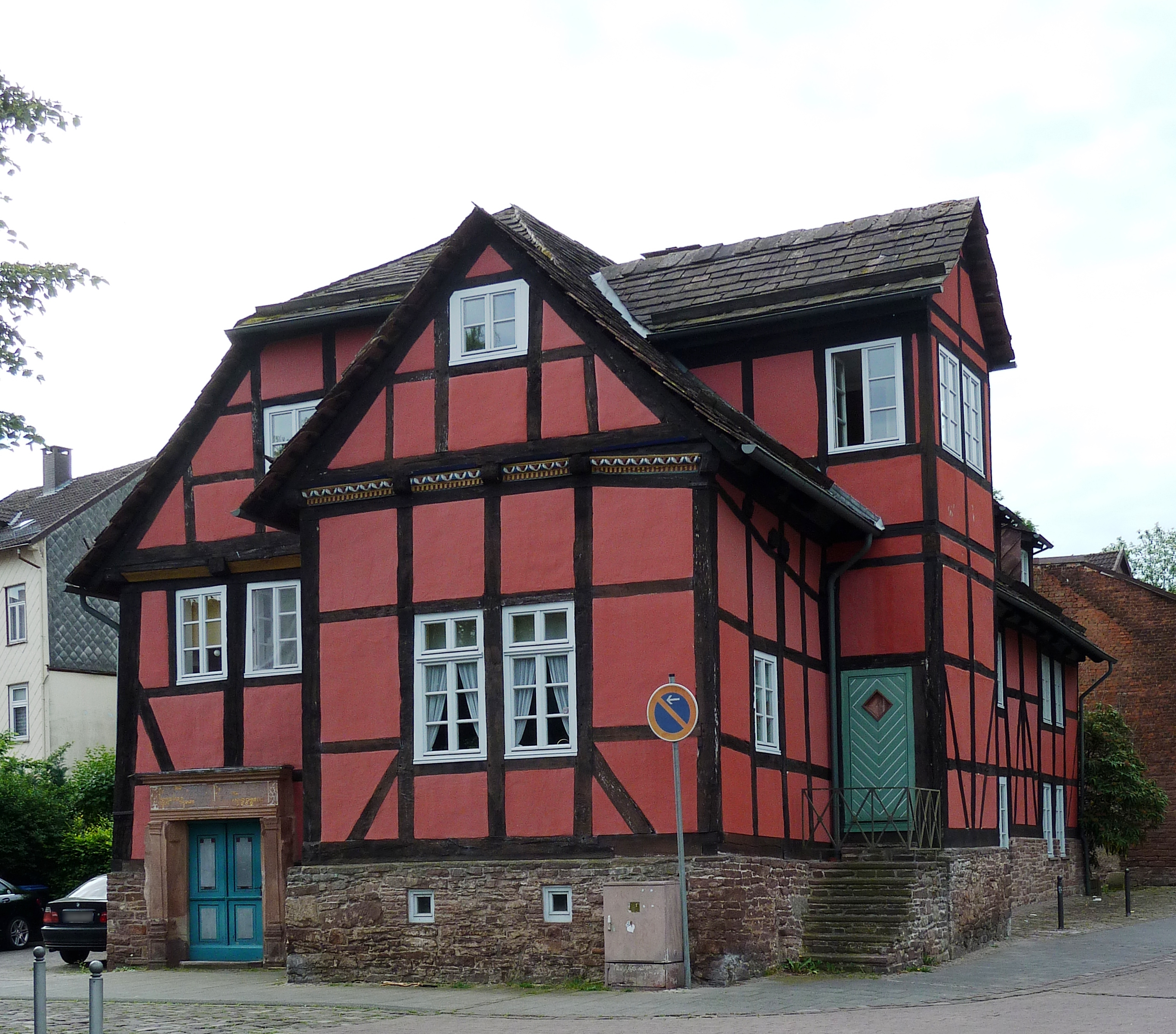
Het Tilly-huis
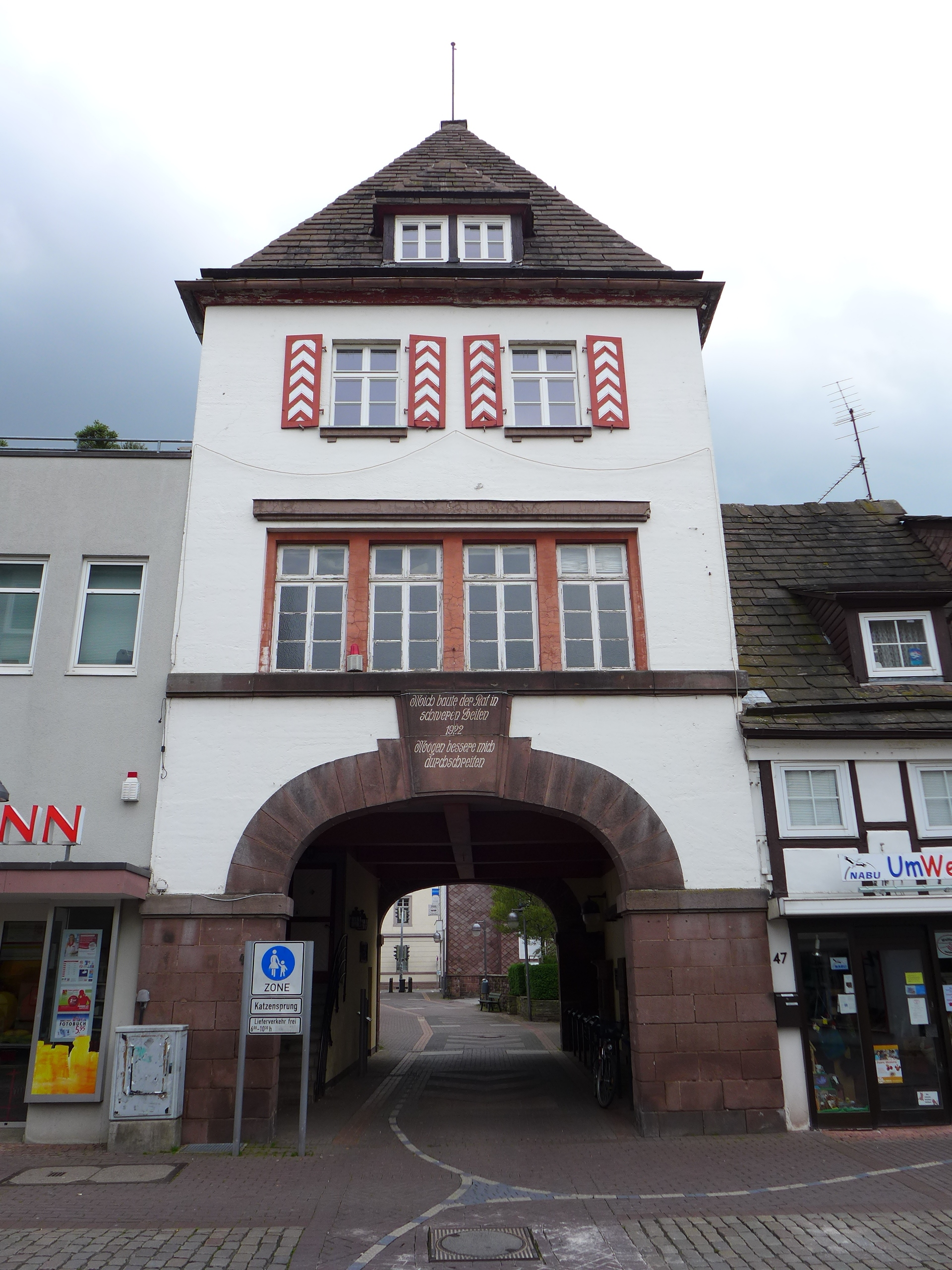
Het Poorthuis
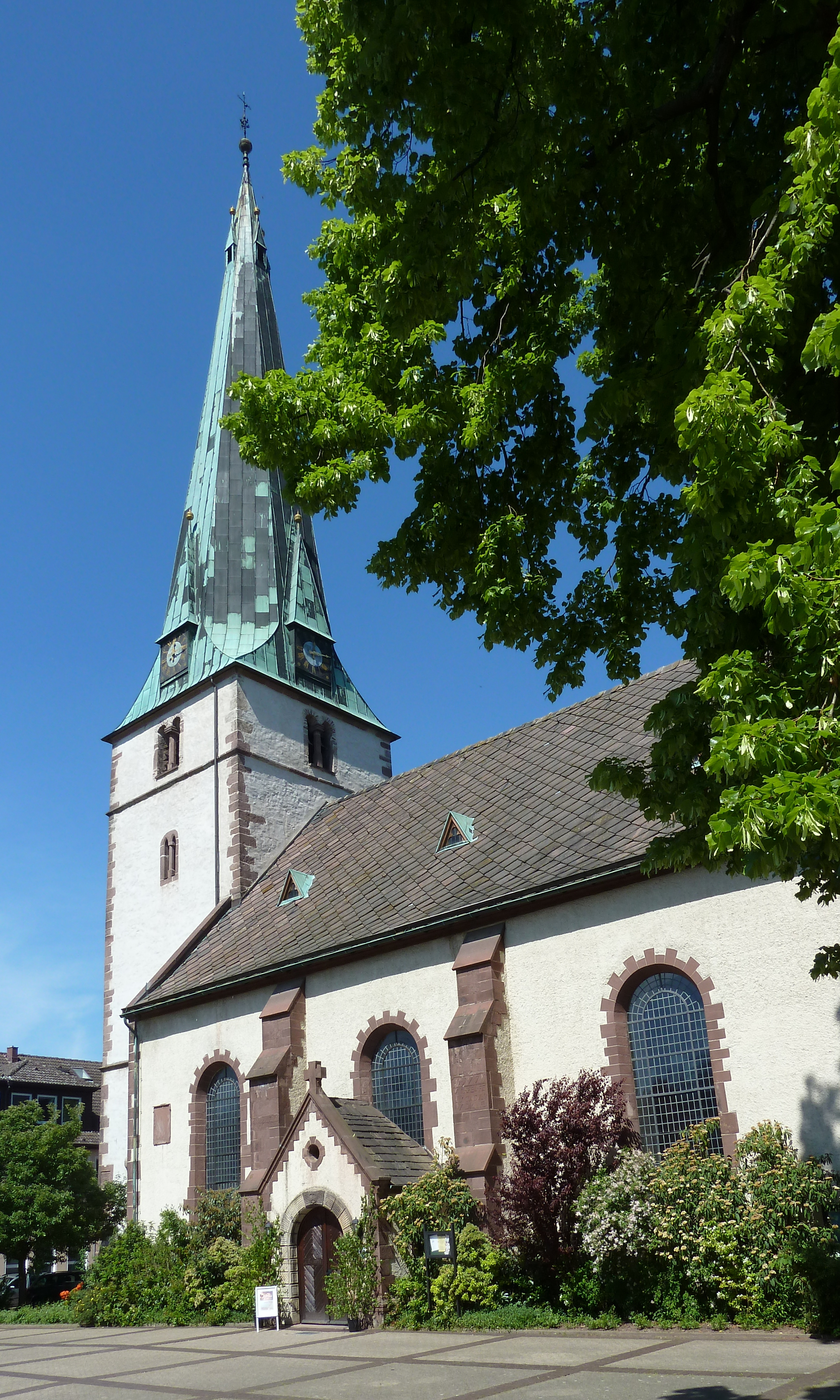
De Lutherkerk te Holzminden
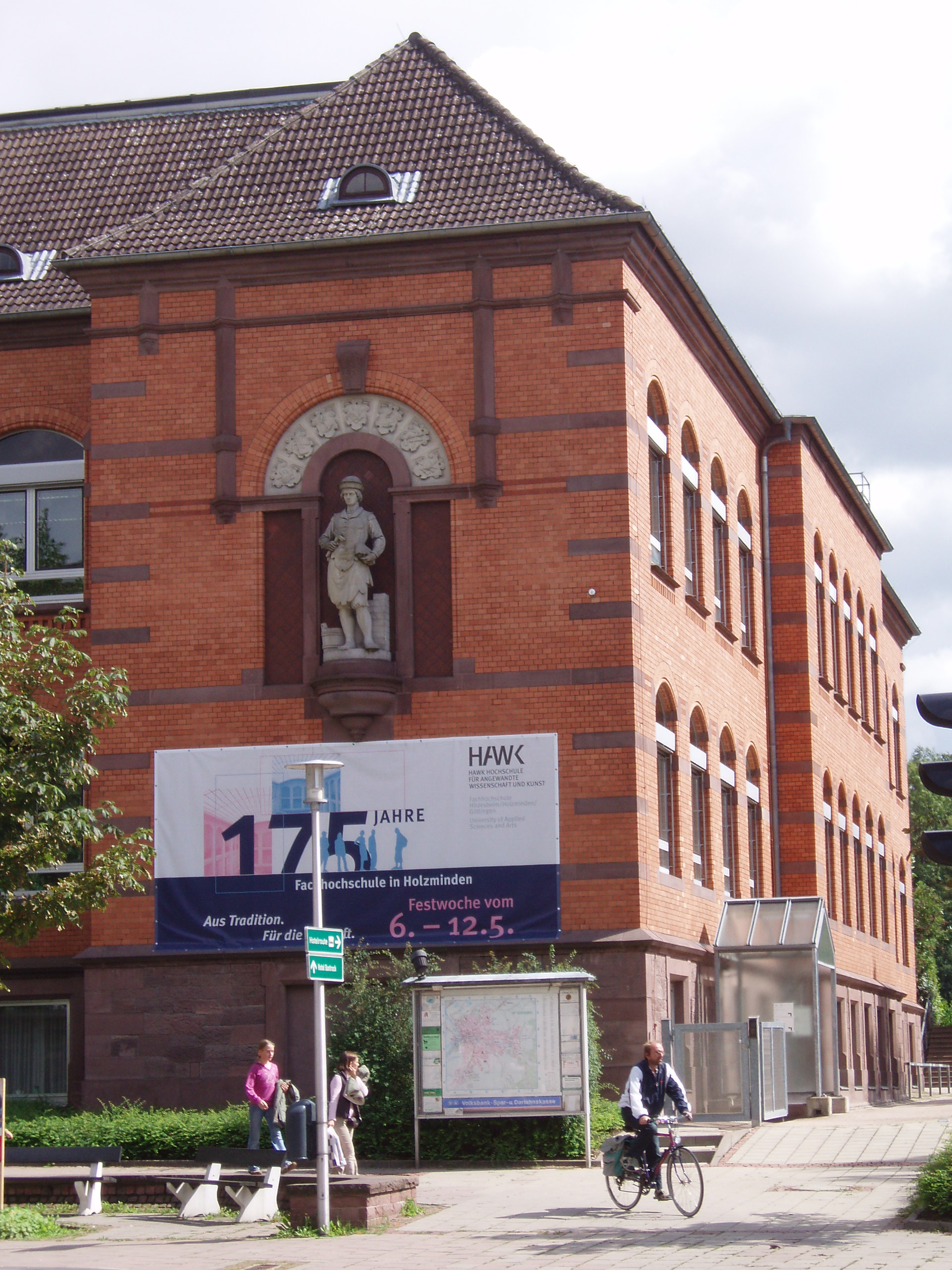
Gebouw (1902) van de technische hogeschool HAWK
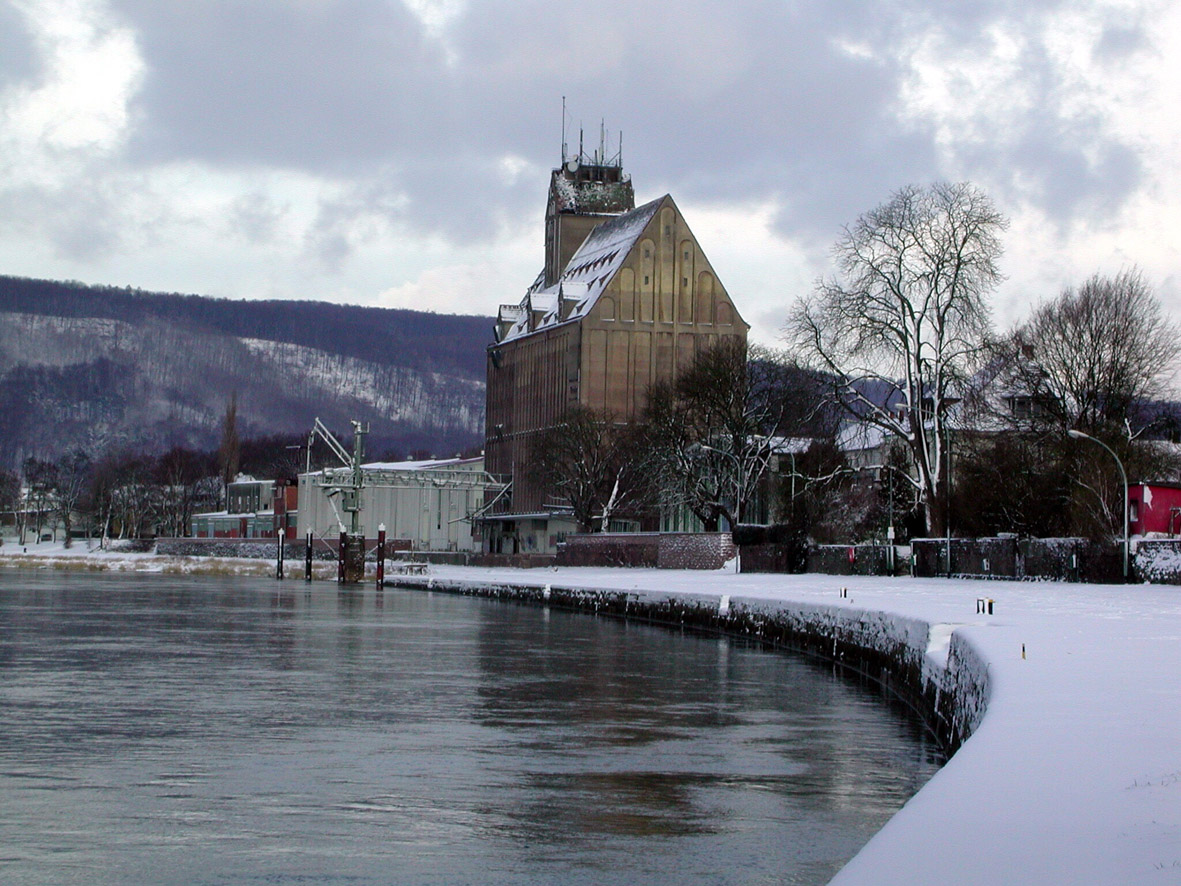
Graansilo aan de Wezer, gebouwd in 1940

## Belangrijke personen in relatie tot de gemeente

### Geboren
- Friedrich Ludwig Haarmann (* 25 april 1798 in Holzminden; † 26 juli 1864 ibidem), architect en ambtenaar bouwzaken, stichtte in 1831 een Baugewerksschule[5], waar de huidige technische hogeschool te Holzminden uit is ontstaan
- Gustav Ludwig Friedrich Wilhelm Haarmann (* 24 mei 1847 in Holzminden; † 6 maart 1931 in Höxter), chemicus, die in 1874 samen met zijn collega Ferdinand Tiemann[6] de eerste synthese van vanilline uitvoerde.
- Adolf Heusinger (1897-1982), generaal
- Peter-Michael Kolbe (1953-2023), roeier
- Jyhan Artut (1976), darter
- Nicolas Kiefer (1977), tennisser

### Overleden
- Theodor Hermann Friedrich Stiebel (* 28 februari 1894 in Brunswijk; † 9 september 1960), ondernemer, oprichter van het concern Stiebel-Eltron
- Paul Kretschmer (* 28 oktober 1910 in Rabishau, sedert 1945: Rębiszów, gemeente Mirsk, (Silezië); † 29 maart 1999), tot 1973 Stadtdirektor onder het Britse bezettingsbestuur, van 1973–1981 burgemeester van de stad, en schrijver van een boek over de stadshistorie. Kretschmer werd in 1999 postuum tot ereburger van Holzminden uitgeroepen.

### Overigen
- Wilhelm Raabe (Eschershausen, 8 september 1831 – Brunswijk, 15 november 1910), schrijver van romans en novellen uit het poëtisch realisme; groeide op te Holzminden

## Partnergemeenten
- Met Leven (Schotland) in Fife, Schotland bestaat een jumelage.